# 赤木志郎
赤木 志郎（あかぎ しろう、1947年11月4日 - ）は、よど号グループのメンバー。

## 人物
大阪市立大学に入学。同大学には田宮高麿や森恒夫がいた。1970年に田宮とともによど号ハイジャック事件を起こし、北朝鮮に亡命。
1976年に結婚。その後は平壌に在住している。
現在も警察庁により指名手配されていると同時に国際刑事警察機構より国際手配されている。

## 家族
- 赤木には1人の子供がいる。2002年9月に長女が帰国している。
- 赤木の妻は2001年9月に帰国時に旅券法違反で逮捕される。旅券法違反と2002年10月に懲役2年・執行猶予4年が確定した。柴田泰弘の妻だった八尾恵の証言によると、赤木の妻は北朝鮮による拉致において、1名を拉致するのを手伝ったとしている。
- 赤木の妹は1983年に兄に会うために北朝鮮に入国。2002年4月帰国時に北朝鮮入国時の旅券手続きに虚偽の申請をした容疑で逮捕される。6月に罰金10万円が確定したが、20日間にわたる勾留のため罰金は全額相殺となった。
- 赤木の妹の夫は1987年に北朝鮮に入国して結婚。2007年6月に日本帰国時に旅券法違反で逮捕される。2007年9月に罰金10万円・執行猶予2年が確定した。
- 赤木の妹夫婦には2人の子供がおり、2004年9月に長女が2006年6月に次女が帰国している。

## その他
- 北朝鮮在住時に納豆を食べ過ぎて入院したことがある[1]。